# Diaea evanida
Diaea evanida är en spindelart som först beskrevs av Ludwig Carl Christian Koch 1867.  Diaea evanida ingår i släktet Diaea och familjen krabbspindlar.
Artens utbredningsområde är Queensland. Inga underarter finns listade i Catalogue of Life.